# Abbazia di San Savino

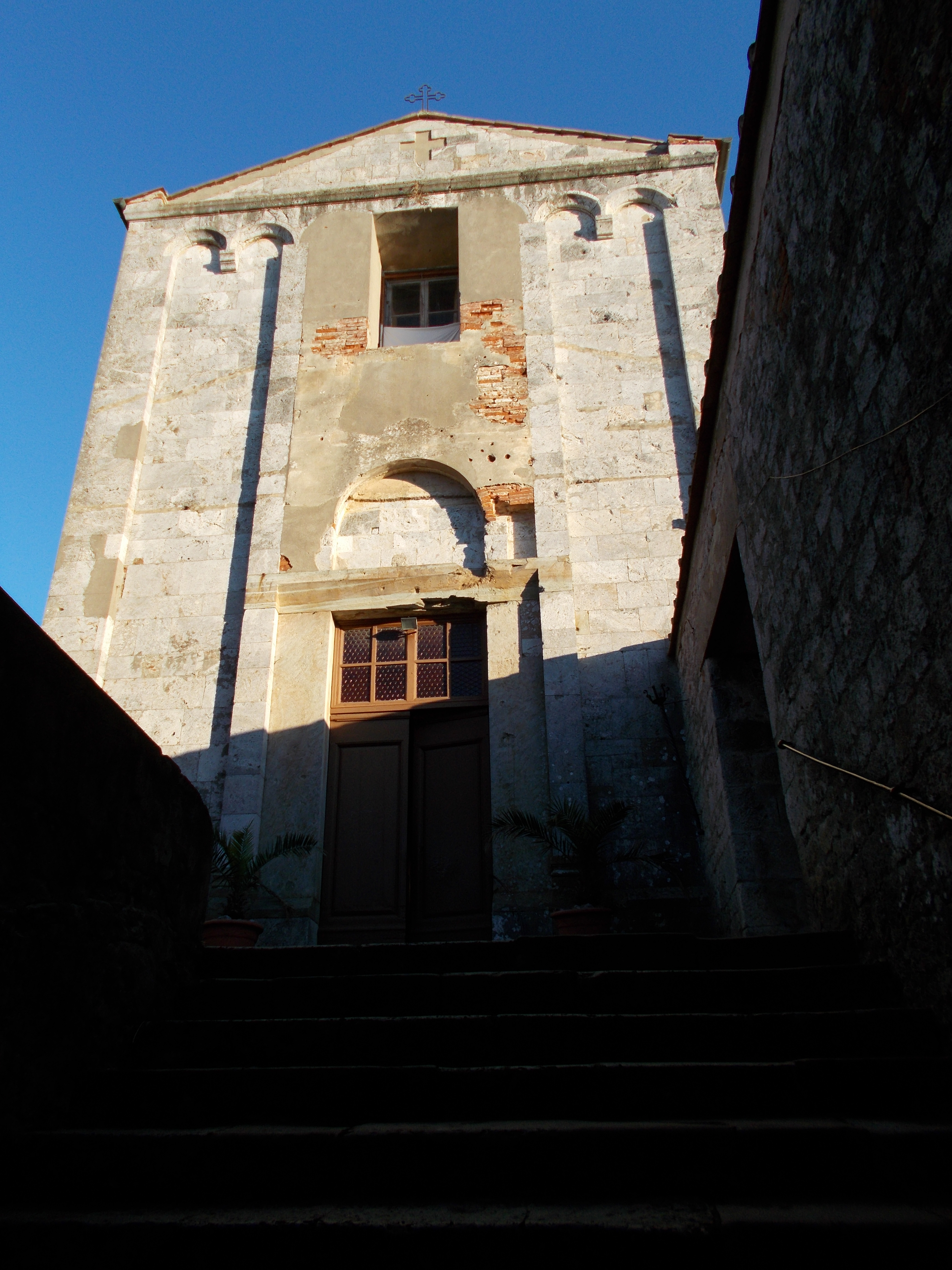
Facciata della chiesa

L'abbazia di San Savino, nota semplicemente come "Badia", è un complesso architettonico religioso situato a Montione, frazione del comune di Cascina, in provincia di Pisa, in prossimità del fiume Arno.

## Storia
Le prime notizie sono rintracciabili in un documento risalente al 30 aprile 780, riguardante la fondazione del "monastero di San Savino di Montione", posto a difesa e aiuto della "veneranda chiesa del Beatissimo San Savino di Ceragiolo". L'erezione dell'edificio avvenne grazie a una donazione pro remedio animae, disposta da tre fratelli di origine longobarda, Gumberto, Ildiberto (o Idelberto) e Gumbardo, figli di Aricaulo (o Aricauso), signore del castello di Tra Colli. Essi lasciavano al monastero tutte le terre e gli edifici circostanti la chiesa, nonché le proprietà trans fluvio Arno, in loco Sambra, ovvero nell'attuale cittadina di Zambra di Cascina; donarono anche una serie di beni immobili posseduti nelle diocesi di Pisa e Firenze e, in territorio lucchese, la curtem ad Porcari, cum omnibus suis pertinentiis. Gumberto fu il primo abate e la regola adottata fu probabilmente quella benedettina. Il documento era conservato originariamente nell'Archivio del Monastero di Camaldoli, tuttavia adesso si trova presso l'Archivio di Stato di Firenze.
Secondo lo stesso documento, l'abbazia era collocata allora sulla riva destra dell'Arno, in una località detta Ceragiolo o Cerasiolo, presso il torrente Zambra di Calci. Tra il 1115 e il 1122 una piena del fiume distrusse l'edificio, che venne subito ricostruito nella sede attuale, molto più a sud, come rammentato dall'allora abate Guidone. Secondo alcuni studiosi, sulle macerie dell'antica abbazia sorse la pieve di Santa Giulia di Caprona, tuttora esistente. Secondo altri la collocazione sarebbe da porsi più ad est, verso l'abitato di Caprona, più precisamente nella zona del palazzo Bracci-Luperi, ai confini dell'attuale zona industriale locale. Nelle pietre verrucane delle mura del suddetto palazzo, alcuni studiosi scorgono, infatti, i resti dell'antica chiesa di San Giovanni di Ceragiolo, ricordata negli Annali Camaldolesi e costruita sulle rovine di quella di San Savino. La presenza nell'attuale edificio di un tabernacolo intitolato proprio a San Giovanni induce a pensare alla veridicità e fondatezza di questa ipotesi. Al suo rafforzamento concorrono anche testimonianze oculari, riportate da alcuni autori, riguardanti il riaffioramento di antichi selciati e fondamenta in occasione di scavi edilizi nella zona circostante il palazzo.
La ricostruzione dell'edificio sacro nel luogo attuale è documentata da una pergamena che riporta l'atto di vendita dell'abate Guido di alcuni terreni presso Oratoio il 10 gennaio 1122.
Nel corso dei secoli divenne abbazia potente e ricca di possessi terrieri in gran parte ceduti in affitto, livello o mezzadria. Il suo vasto patrimonio fondiario si estendeva oltre che alla campagna circostante anche a Coltano dove possedeva una vasta tenuta con una fornace per le terraglie e lo sfruttamento delle cave e delle saline di Vada; con i propri amministratori laici, fin dal XII secolo venivano riscossi ricchi proventi per i diritti di macchiatico, ripatico, legnatico, la raccolta delle decime e i canoni dei vari terreni dati a livello.
La floridezza economica del monastero, la potenza politica dei suoi abati che riuscirono a renderlo indipendente per circa un secolo da Camaldoli da cui dipese fino al 1326, e soprattutto la sua posizione strategica, essendo posto sulla strada fiorentina che portava a Pisa, resero spesso il complesso abbaziale oggetto di invidie e cupidigie dei vari eserciti ostili  che scorrazzarono per il piano pisano in tempo di guerre. Si ricordi in particolare, che proprio in prossimità dell'edificio si combatté la famosa battaglia di Cascina.
Decaduta con i Medici, l'abbazia fu assegnata con tutti i suoi beni all'Ordine di Santo Stefano che nel corso del XVII secolo attuò una serie di interventi strutturali devastanti per la chiesa e il monastero come l'apertura di finestroni rinascimentali in sostituzione delle originarie monofore in pietra arenaria. Nel 1607 due delle antiche campane della chiesa furono tolte e donate al nuovo Duomo di Livorno per ordine dello stesso granduca Ferdinando I . Il complesso perse le sue funzioni di difesa ed assunse le connotazioni di una fattoria e centro di produzione rurale. Nel 1795 una famiglia di possidenti di Pisa acquistò a livello tutta la fattoria (ad eccezione della chiesa), di cui tuttora i discendenti ne sono proprietari. Le antiche celle dei monaci sono state convertite in vari appartamenti. Tuttavia, si possono ancora apprezzare il monumentale ingresso con lo scalone da cui si sale alla chiesa, ove nella volta si notano ancora le caditore e le postazioni degli antichi cancelli a saracinesca. Nel cortile adiacente alla chiesa si notano le buche da grano, un pozzo e la cisterna posta al centro dell'orto. Alcuni fregi di chiara origine orientale apposti sul muro di un'abitazione sul lato sud, ricordano le spedizioni crociate in Terrasanta.

## Struttura

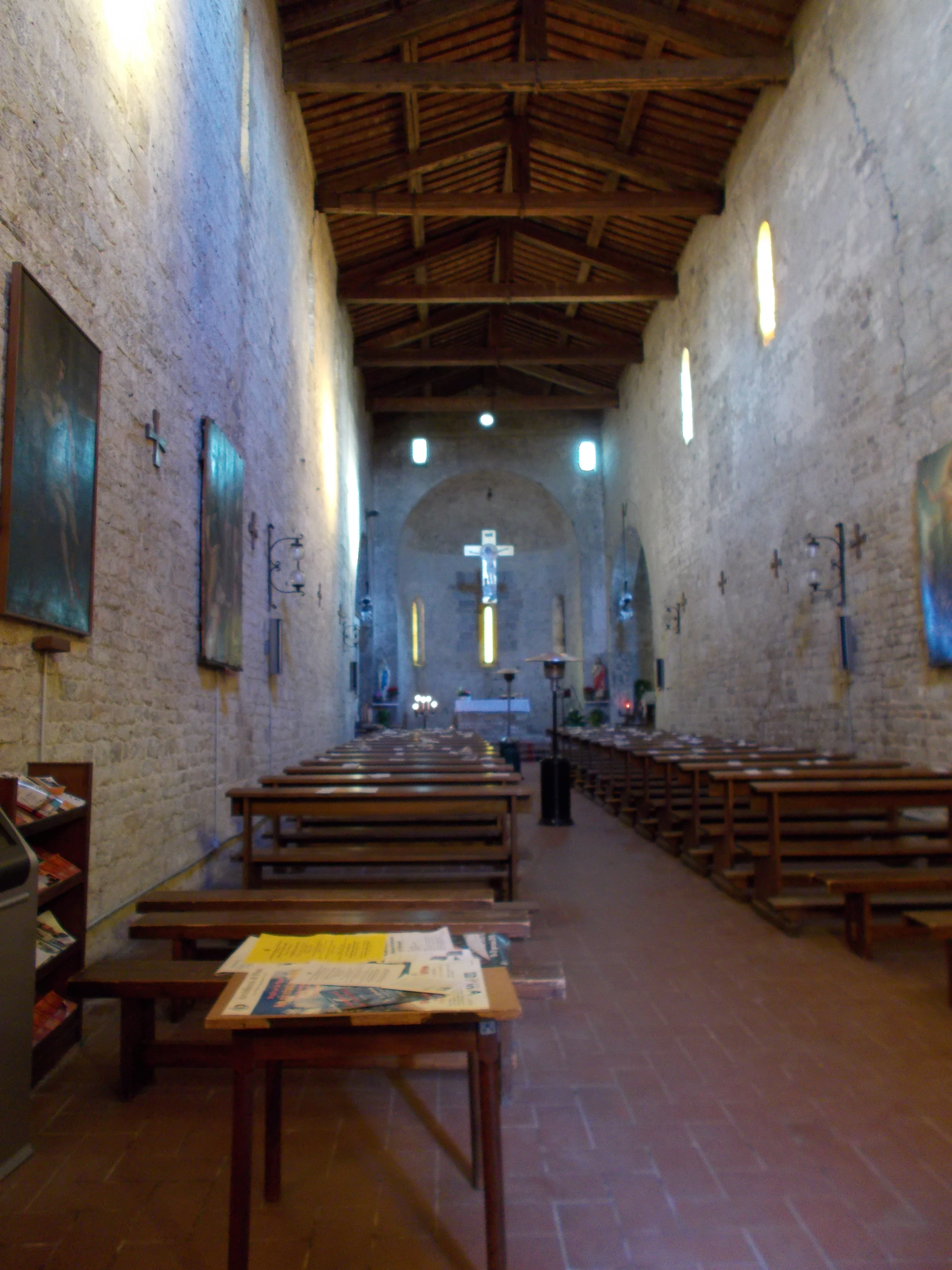
Interno della chiesa

Dagli "Annali Camaldolesi" si apprende che la costruzione dell'attuale abbazia continuò per tutto il XII secolo. L'abbazia si erge su una collinetta di origini artificiali (Motta) per proteggersi dalle frequenti inondazioni del vicino fiume. Il complesso, concepito come struttura fortificata, ha un'ampia estensione misurando 56 m per 67,70; il tutto era coronato da una imponente merlatura ancora oggi riconoscibile, nonostante la copertura e le finestrelle aperte che danno luce a soffitte o abitazioni private.
Si suddivide su due livelli: al terreno i locali di servizio (magazzini, stalle e cantine) che si aprono sui lati ovest e sud, sopra, salendo per una erta in pietra coperta a volta, gli ambienti dei monaci e dei servizi.
Si accede al primo piano del monastero-fortezza, varcando un ampio portone con un arco a tutto sesto che si apre sul lato ovest e dà accesso ad una gradinata, coperta da una volta a botte e a crociera, asimmetrica rispetto alla facciata della chiesa che dall'alto attira immediatamente l'attenzione.
La facciata, come il resto della chiesa, è in stile romanico, larga 7,10 m, lunga 32,70 m e alta 13 m. La decorazione caratterizzata da lesene ed archetti ciechi accentua il verticalismo dell'edificio.
La chiesa, costruita con blocchi di calcare del Monte Pisano, presenta la tipica struttura monastica a navata unica, con presbiterio a "T" ed abside semicircolare. Un timpano  conclude l'edificio con tetto a capanna. Nel tardo XVII secolo è stata oggetto di ristrutturazioni che ne hanno trasformato l'originaria immagine, con l'apertura di un finestrone sulla facciata e varie finestre laterali, l'abbattimento di una tettoia sull'ingresso, la costruzione di una breve scalinata in prossimità dell'altare, il rifacimento del pavimento con lieve pendenza. Le finestre rinascimentali, ancora ben visibili, sono state nuovamente tamponate e sostituite da monofore.
La sommità del campanile, a pianta rettangolare, fu distrutta il 15 luglio 1944 dall'esercito tedesco in ritirata, per non lasciare punti sopraelevati da cui poter avere una buona visuale. Nel corso degli anni novanta il campanile è stato ricostruito, su progetto dell'architetto Alessandro Baldassari, con l'aiuto di tutta la comunità parrocchiale guidata dal parroco don Alberto Armellin.
Sul lato sud della chiesa si apre l'antica cisterna del 1280, circondata da quello che era l'antico chiostro o "hortus conclusum" terminato nel 1282, e sul quale si affacciavano tutti gli ambienti della vita monastica (celle, dormitori, cucina, refettorio, biblioteca, foresteria, ecc.). Sopra la volta dell'ingresso si trova l'appartamento che ospitava l'abate, con alcune stanze con soffitti affrescati.
Nel corso del XVIII e XIX secolo gran parte dell'antico hortus fu sostituito da un piazzale in selciato contenente varie buche per la conservazione delle granaglie, la sommità merlata del complesso fu tamponata e coperta da tetto per ricavarne nuove abitazioni o soffitte.
Il degrado strutturale si è accentuato nel corso nella prima metà del XX secolo, con la divisione ereditaria del patrimonio immobiliare e la cessione in locazione a vari inquilini, il crollo del muro di contenimento sul lato nord e parte est del complesso abbaziale..
Da qualche anno è iniziata, sempre sotto la spinta del parroco don Alberto Armellin, un lento e graduale recupero del monumento. È stato inaugurato un piccolo museo delle pietre antiche e sta per iniziare la ricostruzione dell'antico muro di contenimento sul lato nord-est del complesso abbaziale.